# Saint-Ybard
Saint-Ybard is een plaats en voormalige gemeente in het Franse departement Corrèze in de regio Nouvelle-Aquitaine en telt 593 inwoners (1999). De plaats maakt deel uit van het arrondissement Tulle.

## Geschiedenis
Saint-Ybard is op 1 januari 2025 gefuseerd met de gemeenten Saint-Martin-Sepert en Saint-Pardoux-Corbier tot de gemeente Les Trois-Saints.

## Geografie
De oppervlakte van Saint-Ybard bedraagt 29,6 km², de bevolkingsdichtheid is 20,0 inwoners per km².
De onderstaande kaart toont de ligging van Saint-Ybard met de belangrijkste infrastructuur en aangrenzende gemeenten.

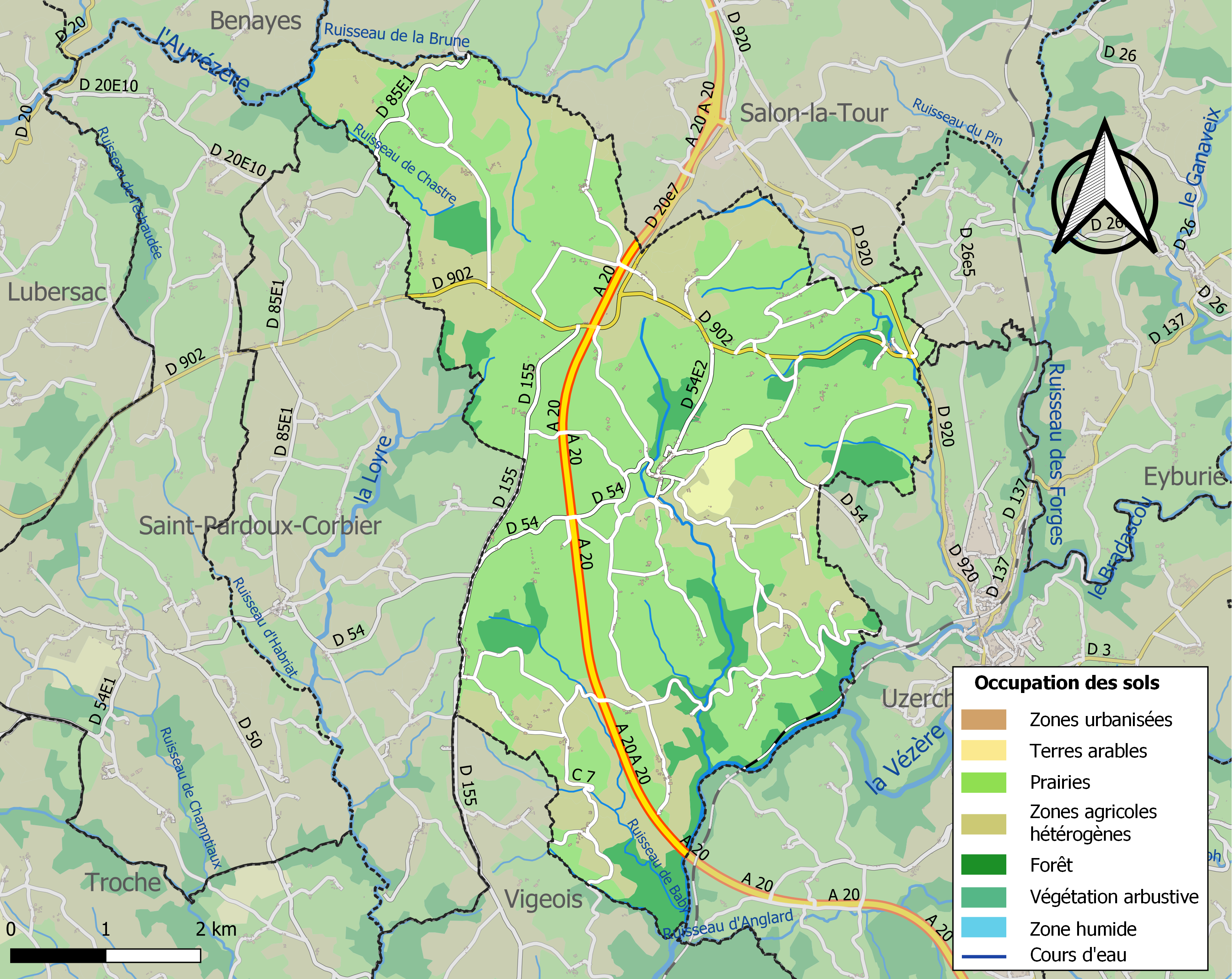

## Demografie
Onderstaande figuur toont het verloop van het inwonertal.